# 1998 en aéronautique
Chronologie de l'aéronautique
- 1994
- 1995
- 1996
- 1997
- 1998
- 1999
- 2000
- 2001
- 2002

Cet article présente les faits marquants de l'année 1998 en aéronautique.

## Événements
- 9 janvier : premier vol de l'avion régional Dornier 328JET.
- 24 mars : premier vol de l'avion de chasse chinois Chengdu J-10.
- 4 juillet : premier vol de l'avion de transport régional Embraer ERJ-135.
- 2 septembre: premier vol du Boeing 717 ou McDonnell Douglas MD95
- 2 septembre : Accident du vol Swissair 111.
- 8 octobre : Ken Blackburn bat le record du monde de durée de vol d'un avion de papier au Georgia Dome, avec un temps de 27,6 s[1].
- 9 novembre : l'astronaute John Glenn termine un séjour de neuf jours dans l'espace à bord de la navette américaine Discovery. Le pionnier de la conquête spatiale a 77 ans.
- 20 novembre : lancement du premier élément de la Station spatiale internationale.
- 22 décembre : premier vol de l’avion d'affaire américain Beechcraft Premier I.